# جوزپه آکواری
جوزپه آکواری (ایتالیایی: Giuseppe Aquari؛ ‏ ۱ ژانویهٔ ۱۹۱۶ – ۳۰ دسامبر ۱۹۸۲) فیلم‌بردار اهل ایتالیا بود.
از فیلم‌هایی که وی در آن‌ها نقش داشته‌است، می‌توان به قصه‌های رومی یک تازه‌کار سابق، فرانکشتاین به سبک ایتالیایی – مرا بگیر، شکنجه‌ام کن، چون دچار عشق سوزانم!، بهیار و قاتل نه صندلی رزرو کرد اشاره نمود.